# 雍正王朝
《雍正王朝》是1999年由中国中央电视台制作，胡玫导演，二月河、刘和平编剧，刘文武等人制作拍摄的一部历史题材电视连续剧，由唐国强、焦晃、王绘春、杜志国、赵毅、王辉等人主演，全剧共44集，于1999年1月在中央电视台一套晚间剧场首播。该剧改編自作家二月河的小說《雍正皇帝》，以中国清朝雍正皇帝胤禛即位前及在位期间的事迹為主軸，全景式记录其在推行新政、革除沉疴、勤政治国及修身齐家等方面的所作所为。该剧是央视一套迄今晚八点电视剧中收视率最高的一部，在播出之后广受好评与关注。

## 劇情大綱

### 康熙朝

#### 黃河暴漲，欽差南下，籌款賑災
清康熙四十六年（公元1707年），黃河暴漲，十幾道河堤決口，上百萬災民流離失所。康熙帝忧心如焚，詢問太子胤礽和諸皇子的治水意見，卻因為四阿哥胤禛在戶部查賬結果，驚覺國庫已無力支持賑災，后在四阿哥胤禛主动请缨和皇太子胤礽举荐下，命胤禛與十三阿哥胤祥前往南方籌款賑災。在南下的過程中，胤禛收了李衛、高福與翠兒。面對陽奉陰違的鹽商，兩位欽差利用半路截到的九阿哥胤禟書信，威脅揚州巡鹽道任伯安，終於迫使他們捐款支持賑災。
胤禛一行人返回北京時，路過曾經得到康熙賜匾的江夏鎮，鎮主劉八女以康熙御筆親題的御匾羞辱了胤禛一行人。完成工作以後，康熙加獎胤禛為雍郡王，卻未加封胤祥。

#### 追國庫欠款，太子賣官，老臣自盡
康熙帝交付胤禛主理國庫虧空，迫使官員還債，務求短期內追收債務。由於有不少官員希望可以抵賴還債。加上協助胤禛的田文鏡處事操切，使老臣魏東亭自縊而死，眾老臣於宮中痛哭，使康熙帝放軟心腸，願意代眾老臣還債。
太子因還不出欠款而賣官，被康熙識破卻不點明。太子因此知道賣官還債已不可行，故下令暫緩追比欠款，將原先的十天還款期限延長至兩年。
十阿哥胤䄉當街賣家當，田文鏡制止的過程中遭打，八阿哥胤禩、胤祥與年羹堯及時解圍，結果田文鏡因處事過於操切被貶為知縣，胤䄉则被罰在宗人府圈禁半年。

#### 兩廢太子
江夏鎮的阿蘭赴京求十三阿哥胤祥幫忙，原來其兄張五哥被充當死囚，替江南巡盐道任伯安犯死罪的弟弟任季安顶罪，即将被处决，胤祥和康熙帝于刑场救下张五哥。康熙親自下令重審任季安案，由胤禩與胤祥一起審理。胤禩瞞著胤祥查明，太子是幕後的主事人，靜靜地向康熙帝上奏，最後張廷玉擅自在康熙帝面前燒掉奏摺，此事不了了之，八阿哥升為廉郡王。張五哥被升為御前侍衛。然而事後康熙查明胤禩以陰損手段騙得不利太子的口供，勃然大怒，暗中指胤禩「其心可誅」。
康熙率眾皇子到熱河行宮圍獵，此時太子已經失寵，眾位阿哥爭相在康熙御前突出自己。太子與鄭春華的私情被夜游巡鹿的康熙帝揭破，十四阿哥胤禵偽造太子手諭發動兵變，康熙帝及時制止，並決定廢黜太子。大阿哥胤禔因有意奪嫡，建議康熙殺死太子，且被揭發暗中對太子使用魘鎮，欲令太子發瘋，於是將大阿哥貶為庶人圈禁。十三阿哥因為疑似參與謀反，且在局勢混暗之際口不擇言，因此被康熙圈禁。
康熙帝回京以後，表示百官推舉新太子，結果大部份官員提名八阿哥為新太子，上書房大臣佟國維被其姪隆科多出賣，被貶去一切職務。最後康熙帝復立原太子。在康熙帝南巡其間，太子得知曾任職吏部的任伯安著有《百官行述》，記載著百官的陰私，上至施政失誤，下至飲酒嫖妓也一一記錄；當時朝廷官員大多倒向八阿哥，因此太子想利用《百官行述》牽制百官，而任伯安則以釋放劉八女為交換條件。當時刑部由十三阿哥掌管，因此太子設下陷阱，先要十三阿哥殺了鄭春華，再以暗殺鄭春華的把柄要求十三阿哥釋放劉八女。而鄭春華則被十三阿哥暗中保護起來，並對外宣稱已死，但此訊息亦被八阿哥掌握。
四阿哥指使年羹堯暗中到江夏鎮奪取《百官行述》。年羹堯到達江夏鎮，迫任伯安拿出存放《百官行述》的當票後，竟將江夏鎮內（包括任伯安、劉八女）的七百多口人全部殺掉。最後四阿哥聽其幕僚鄔思道之計，成功從八阿哥的萬永當舖奪取《百官行述》，並著太子及諸位阿哥前面當眾燒掉。八阿哥把太子與任氏聯絡的信寄給康熙，逼迫太子起兵造反。最後太子被廢，以後不再言及復立太子之事。十三阿哥則因暗殺鄭春華一事被圈禁直至康熙去世，共十年。

#### 传位雍正
西北軍受到叛軍攻擊全軍覆沒，時康熙帝已經步入暮年，不能親自出征，必須找一個代理人。而這個代理人將於眾皇子身上找，顯然這位大將軍王將會是皇太子的人選。八爺黨推舉八爺，而前太子老師王琰則推荐废太子胤礽。而四阿哥陷於兩難之中，結果在鄔思道指示下推荐十四阿哥出任大將軍王，而十四阿哥則賣一個人情給四阿哥，推荐年羹堯為川陝總督。
十四阿哥出任大將軍王後，成功打了一場勝仗，時值康熙大壽，使人送一颗上有“寿”字的天外飛石（隕石）給皇上。但八阿哥暗中更換為一隻死鷹（即暗示詛咒父親將死的意思），康熙當場昏倒。而四阿哥、八阿哥、张廷玉、马齐四人被免职。
康熙亦知道自己將會死去，故佈置一切，例如起用一直被打壓的隆科多。康熙帝最後傳位給四阿哥，即為雍正皇帝，而雍正則派人放出十三阿哥掌握兵權，大勢已定，八阿哥只能在康熙帝死去之時強調康熙帝傳位給「十」四阿哥，最後仍得拜雍正為皇上。
鄔思道知道兔死狗烹的道理，因此婉拒雍正的任官邀請，選擇「半隱」，居於李衛的幕府之中。

### 雍正朝

#### 山西虧空案及科場舞弊案
雍正即位以後，起用八阿哥為總理王大臣，並把十三阿哥的爵位升為親王，並與隆科多、張廷玉、馬齊等一同任命为上书房大臣。
由於雍正急於澄清吏治、整頓虧空。於是接受隆科多的推荐任命諾敏為山西巡撫，張廷玉的弟弟張廷璐為恩科主考，三阿哥的門人李紱為恩科副主考。
诺敏上任以後六個月內宣佈成功追討山西數十年來的虧空，獲雍正賜為天下第一巡撫。但田文鏡路過山西時，發覺山西地方在濫收稅項填補虧空，與朝廷的情報不符，於是雍正任命田文鏡、圖理琛為欽差，並在鄔思道的權謀下，終於揭發诺敏借山西銀號的金錢來暫時填補虧空，欺騙朝廷。
恩科開始之後，副主考李紱發現有洩漏考題的大弊案，請李衛幫忙揭發弊案，八王爺追問張廷璐之後才發現竟然是雍正的兒子弘時。八王爺命張廷璐至死不能說出主事者，並策動官員們上褶力保诺敏和張廷璐，意圖粉飾雍正的錯誤，並使雍正的新政難以推行。在孫嘉誠的勸說下，張廷璐的哥哥張廷玉大臣上折子「大義滅親」。於是，雍正為了繼續推行新政，率百官向天下人請罪。並於次日午時三刻，在菜市口將二人斬首，命所有官員出席觀斬。

#### 西北大捷
發生了兩件大案後，雍正只能將希望寄望於西北的大將軍年羹堯能盡速捉住叛軍。然而，年羹堯好不容易調兵遣將，將二十萬大軍在青海形成合圍之勢，羅布藏丹津的十萬大軍卻消失無蹤。另一方面，田文鏡因為無人願意押糧到西北而坐困愁城，鄔思道自願押送糧草，並將叛軍所在位置告知年羹堯。
宮廷裡，由於兩日兩夜沒有任何來自西北的消息，雍正和軍機處的大臣都十分焦急。次日清早，西北的六百里加急送入宮中，原來西北已經打了大勝仗。軍機處大臣入宮，卻得知皇上單獨離開的消息，便要侍衛和太監到處喊「西北大捷了」，好讓皇上能夠聽到這個消息。
在佛堂，雍正正在燒香拜佛，聽見外頭的「西北大捷了」聲音此起彼落，便睜開雙眼。此時軍機處的大臣也已找到皇上，並親口告知雍正西北大捷一事。雍正累積許久的壓力，終於忍耐不住，跪在佛前痛哭失聲。心裡默默地說：「列祖列宗在上，西北終於大捷了，朕終於能騰出手來，推行新政了。」雍正將三柱香插在香爐上後，便轉身出門，說「召年羹堯進京，朕要重重賞他。」
年羹堯回京後，雍正對年禮遇有加，但在論功封賞時，發現在場將領「眼中只有軍令、沒有朝廷」，之後年羹堯多次自恃功高，最後在張廷玉等人向雍正提點年羹堯在西北擅自杀害左都御史孙嘉诚等种种行為後，雍正決定對年羹堯出手，将年羹尧逐步削职，最终赐其自尽。

#### 雍正新政與八王議政之亂
雍正始創新政後，「火耗歸公」、「攤丁入畝」“士绅一体当差一体纳粮”有了明顯成效，卻也打擊保守勢力與傳統士人的既得利益。在民間，曾靜受到呂留良啟發，力勸岳鍾琪反清。在朝廷，胤禩結合胤禟、胤䄉以及關外四位鐵帽子王進京，意圖與宮內隆科多圖謀發動政變，改立皇三子弘時繼位。此事在弘晝向十三王胤祥告知後，胤祥立即處置鐵帽子王身邊的四旗參將，雍正在朝堂上怒斥胤禩等人為「阿其那」、「塞思黑」，胤祥積勞成疾，不久後身亡，病逝前提點雍正提防弘時，而胤禩等人遭到抄家貶為庶民。
胤禩遭到抄家後力勸弘時暗殺人在江南的弘曆，並且滅口聯合政變的隆科多，雍正在獄中探視隆科多得知弘時欲滅其口，派遣圖理琛立即召弘曆返京，令李衛帶五百人守護。雍正在密室中戳破弘時的野心，表示其心比胤禩更加狠毒，下令弘時自盡，至此弘時奪嫡的計謀正式破滅，也為弘曆即位掃除最後的障礙。曾靜遭捕後，在獄中被李衛毒打一頓，雍正將李衛罰俸一年。雍正親自審訊曾靜，得知民間傳言雍正弒父逼母的流言，多為因為新政被流放至雲貴的仕紳惡意毀謗，直到親見皇帝日常飲食為白飯配湯後才恍然大悟，最後雍正赦免曾靜，並命其全國講授《大義覺迷錄》以示警惕，呂留良雖已死，需受挫骨揚灰之罰。鑒於康熙帝生前廢立太子造成九龍奪嫡，雍正決定將後世之君名單置入寶盒，高掛「正大光明」匾後，待駕崩後群臣開啟，同一時間弘曆受封為監國，正式成為接班人。
雍正将十四弟允禵的情人乔引娣送还允禵，回宫后得知处于被圈禁状态的八弟阿其那（允禩）去世，死前留一遺書給雍正，表示生前種種皆是過眼雲煙，雙方都不是贏家。雍正積勞成疾病倒在滿堆奏摺前，享年五十八歲。皇四子宝亲王弘曆著白服奔喪，不久后克承大统，是為乾隆帝。

## 演員表

### 皇室成员
| 演員                      | 角色       | 备注                                                       | 普通话 配音 | 粤语配音               |
| 唐国强                    | 雍正帝胤禛 | 康熙帝四子，清朝第五位皇帝，本剧主角                       | 唐国强      | 曾秉輝                 |
| 焦晃                      | 康熙帝玄烨 | 雍正帝之父，清朝第四位皇帝                                 | 焦晃        | 葉振邦                 |
| 张彥春                    | 胤（允）禔 | 康熙帝长子，雍正帝兄                                       |             | 馮志輝                 |
| 徐敏                      | 胤（允）礽 | 康熙帝次子及太子，雍正帝兄                                 |             | 黃志明                 |
| 夏和平                    | 胤（允）祉 | 康熙帝三子，雍正帝兄                                       |             | 李家輝                 |
| 王繪春                    | 胤（允）禩 | 康熙帝八子，雍正帝弟及政敌                                 | 陆建艺      | 陳旭明                 |
| 苗海忠                    | 胤（允）禟 | 康熙帝九子，雍正帝弟及政敌                                 | 严燕生      | 陳志強                 |
| 劉魁                      | 胤（允）䄉 | 康熙帝十子，雍正帝弟及政敌                                 | 呂永林      |                        |
| 王輝                      | 胤（允）祥 | 康熙帝十三子，雍正帝弟及心腹                               | 齐杰        | 陳廷軒                 |
| 徐祖明                    | 胤（允）禵 | 康熙帝十四子，雍正帝同母弟                                 |             | 雷霆                   |
| 施建岚                    | 乌雅氏     | 雍正帝及胤（允）禵生母，康熙帝德妃，雍正朝太后             | 姚天麗      |                        |
| 壮丽                      | 乌拉那拉氏 | 雍正帝皇后，原雍亲王福晋                                   | 徐愛貞      |                        |
| 常林                      | 年秋月     | 年羹尧妹，雍正帝侧福晋及嫔妃，受封敦肃皇贵妃               | 徐晓青      | 周文瑛                 |
| 幼年：韩熙明 成年：姜光宇 | 弘時       | 雍正帝三子                                                 | 霍波        |                        |
| 幼年：杨昊飞 成年：贾致罡 | 弘历       | 即乾隆帝，雍正帝四子，清朝第六位皇帝，剧中为皇子和亲王时期 |             | 譚淑嫻 （幼年） 陳廷軒 |
| 袁世龙                    | 弘昼       | 雍正帝五子                                                 |             | 雷霆                   |

### 諸大臣
| 演員     | 角色            | 普通话 配音 | 粤语配音 |
| 廖丙炎   | 佟國維          |             | 周永光   |
| 任寶成   | 馬齊            |             | 呂永林   |
| 杜雨露   | 張廷玉          | 党同义      | 盧傑群   |
| 杜志國   | 年羹堯          | 刘润成      | 陳偉權   |
| 蔡鴻翔   | 隆科多          | 李志新      | 梁志達   |
| 賀生偉   | 田文鏡          |             | 黃志成   |
| 趙毅     | 李衛            |             | 李家輝   |
| 錢學格   | 李紱            |             | 陳偉權   |
| 何金龙   | 谢济世          |             |          |
| 张元昌   | 陆生楠          |             |          |
| 姜濤     | 富寧安          |             |          |
| 許東     | 鄂伦岱          |             |          |
| 侯濤     | 阿尔松阿        |             |          |
| 彭勁松   | 凌普            |             |          |
| 李雨农   | 阿灵阿          |             |          |
| 金風     | 揆叙            |             |          |
| 許東     | 尹繼善          |             |          |
| 解東軒   | 德楞泰          |             |          |
| 尼格木图 | 張廷璐          |             | 陸頌愚   |
| 赵东柏   | 岳鍾琪          |             | 呂永林   |
| 賈兆冀   | 孫嘉誠 (孫嘉淦) |             | 戴偉光   |
| 李德旗   | 永信            |             |          |
| 靳玉华   | 都罗            |             |          |
| 杨殿玺   | 勒布            |             |          |
| 李可     | 程森            |             |          |
| 王金山   | 汪家奇          |             |          |
| 阎小明   | 伊兴阿          |             |          |
| 张新科   | 穆香阿          |             |          |
| 曹春萱   | 桑成鼎          |             |          |
| 张日辉   | 王文昭          |             |          |
| 万弘     | 刘墨林          | 孙星        | 黃志明   |
| 陈凤桐   | 諾敏            |             |          |
| 蒋国印   | 沙本纪          |             |          |
| 盛才新   | 邓元芳          |             |          |
| 尼格木图 | 桑佩            |             |          |
| 刘兴斌   | 黄伦            |             |          |
| 田松     | 黄体仁          |             |          |
| 張元昌   | 司馬尚          |             |          |
| 张日辉   | 肖國興          |             |          |
| 李国立   | 李淦            |             |          |
| 李可     | 图伦升          |             |          |
| 康垂家   | 凌國康          |             |          |
| 姜光宇   | 姚典            |             |          |
| 鄭建民   | 陳文盛          |             |          |
| 何金龍   | 馬國成          |             |          |
| 刘杰     | 魏东亭          |             | 戴偉光   |
| 胡荣华   | 图理琛          | 陳偉權      | 周永光   |
| 黄湘阳   | 张五哥          |             | 梁志達   |
| 車全喜   | 阮必大          |             |          |

### 宮女太監
| 演員   | 角色   | 普通话 配音 | 粤语配音 |
| 杨洪涛 | 李德全 |             | 黃志成   |
| 李颖   | 乔引娣 | 纪元        | 黃玉娟   |
| 孙万清 | 高勿庸 |             |          |
| 龚航宇 | 如月   |             |          |
| 杨惠礼 | 何柱儿 |             |          |
| 刘勇   | 秦顺儿 |             |          |

### 其他人物
| 演員   | 角色       | 普通话 配音 | 粤语配音 |
| 李定保 | 邬思道     |             | 陸頌愚   |
| 王安秋 | 阿兰       |             | 譚淑嫻   |
| 陈子千 | 张老汉     |             |          |
| 武晔   | 郑春华     |             |          |
| 张丹丹 | 翠儿       | 纪元        | 曾秀清   |
| 陈昱   | 苏舜卿     |             |          |
| 胡良清 | 烏雲琪琪格 |             |          |
| 刘伟   | 高福       |             |          |
| 魏德山 | 成文运     |             |          |
| 李晓波 | 耿索图     |             |          |
| 郑建民 | 曾静       |             | 梁有恆   |
| 张洪英 | 张熙       |             |          |
| 陈志刚 | 秦凤梧     |             |          |
| 赵刚   | 那大爷     |             | 梁有恆   |
| 李潭   | 常七       |             |          |
| 赵文亮 | 刘八女     |             |          |
| 黄永铸 | 任伯安     |             |          |
| 魏德山 | 任季安     |             |          |
| 骆焕友 | 文宝生     |             |          |
| 蒋国印 | 车铭       |             |          |
| 张彥春 | 胡教头     |             |          |
| 陈大中 | 诚诺       |             |          |
| 党永德 | 闵四       |             |          |
| 汪丽虹 | 刘王氏     |             |          |
| 刘晋   | 乔姐儿     |             |          |
| 王英   | 張明德     |             |          |
| 李百萬 | 文覺和尚   |             |          |
| 蔡曉   | 紅袖招     |             |          |

## 幕後人員
- 原作：二月河《雍正皇帝》
- 导演：胡玫
- 副導演：仲偉榮、解樂軒
- 執行導演：陸濤、馬驍
- 編劇：劉和平、羅強烈
- 監製：李發美、袁大川、許新光、喬旭明、王付合、蔣衛杰
- 策畫：李暉、王燦、陳軼超、馮建文、龔曙光、于秀杰
- 劇本策畫：二月河、劉文武、蘇斌、吳兆龍、劉和平、羅強烈、羅浩
- 責任編輯：陳軼超、老可
- 統籌：楊小娣
- 攝像：張岳夫、呂方、段正軍、崔衛東
- 副攝像：周良、陳映良
- 美術：李道初、趙欣、楊朝暉、喻維寵、張愛民、黃偉民、楊勇、李永虹
- 製片副主任：李衡生、于學書、周曉峰、黃仁燕
- 劇務主任：俞開群
- 劇務副主任：李雅、武衛華、彭中平、陳立忠
- 服裝：劉惠萍、劉楠、龍小萍、朱月華、邢慶海、于海濱、張小華、劉藝
- 化妝：劉秉魁、尹寶華、李亞東、藏杰、梁建、劉雅宣、王麗萍
- 道具：王松坡、孫書存、陳剛
- 照明：王久貴、艾雙利、王春山、李繼剛、杜雷
- 置景：張景新、王建國、徐民建、朱廣森、張樹林
- 場記：韋旗、盛剛
- 武術設計：張衛軍
- 宣傳策畫：沙琳、黃少云、鄒鵬、林琳、李品潔
- 錄像：易笑、姚松林
- 字幕：吳昊、靳瑩
- 責任製片：林威
- 製片主任：朱傳家

## 主题歌
| 曲序 | 曲目                         |        | 作曲   | 演唱 |
| ---- | ---------------------------- | ------ | ------ | ---- |
| 1.   | 《得民心者得天下》（主題曲） | 梁国华 | 徐沛东 | 刘欢 |
| 2.   | 无题（片尾曲）               |        |        |      |

## 音乐原声
| 曲序 | 曲目             | 作曲   |
| ---- | ---------------- | ------ |
| 1.   | 《牧童》（插曲） | 徐沛東 |
| 2.   | 《深宫》（插曲） | 徐沛東 |
| 3.   | 《情债》（插曲） | 徐沛東 |
| 4.   | 《上朝》（插曲） | 徐沛東 |
| 5.   | 《出征》（插曲） | 徐沛東 |
| 6.   | 《情缘》（插曲） | 徐沛東 |
| 7.   | 《事件》（插曲） | 徐沛東 |
| 8.   | 《神秘》（插曲） | 徐沛東 |
| 9.   | 《情殇》（插曲） | 徐沛東 |
| 10.  | 《民俗》（插曲） | 徐沛東 |
| 11.  | 《情怨》（插曲） | 徐沛東 |
| 12.  | 《行动》（插曲） | 徐沛東 |
| 13.  | 《凯旋》（插曲） | 徐沛東 |
| 14.  | 《史观》（插曲） | 徐沛東 |

## 劇情比較

### 正史記載
- 隆科多是佟国维的儿子，不是侄子。
- 李卫并不是雍亲王府的佣人，曾任浙江巡抚，并非江苏巡抚。
- 邬思道在历史上为田文镜幕府雇员，与雍正并无直接來往。
- 张廷璐并未因科场舞弊被处死，历史上的张廷璐一直到乾隆九年才辞官还乡，并于次年善终，乾隆帝追赠其太子太傅。
- 諾敏因涉嫌藩库造假被处斩也无史实记载。历史上的诺敏在雍正三年因纵容允禟下属搅扰山西地方一事，被雍正革去山西巡抚之职，最终于雍正十二年去世。
- 允禩、允禟被镇压的时间由雍正初年移到雍正末年。雍正初年到雍正三年便因辦事不力屢遭貶謫，並非八王亂政之因。
- 雍正二年恩科進士一處橋段，劇中中第的是尹繼善；但實際上，尹繼善是雍正元年的進士，劇中所敘述的身分並沒有錯誤。雍正二年進士及第姓尹者，為尹會一。
- 作品中的康熙妃子鄭春華、雍正重臣劉墨林等人為虛構人物。
- 允禩阴谋兵变没有任何史料证据，属虚构。
- 乾隆帝生於康熙五十年，但劇中康熙四十六年熱河秋狩，清聖祖命十歲以上皇孫隨行，弘曆亦在其中。
- 没有任何史料证明胤祥在康熙執政後期遭圈禁，属虚构。
- 年羹堯與張廷玉同為康熙三十九年進士，而非張廷玉早於年羹堯中進士。
- 年家早於年羹堯祖父年仲隆於順治十二年中進士後，已出包衣，故此年家並非雍親王府包衣。
- 胤禛在太子胤礽于康熙四十七年第一次被廢之前，嚴格來説并非太子一黨，史料顯示其本人甚至還曾被胤礽以暴力相向。相反，他曾經和八爺黨中的九皇子胤禟關係頗佳，甚至還是在九弟的建議下才出面力保太子免受大阿哥胤禔陷害，並由此才開始與太子胤礽改善關係。
- 作品中多處人物的生卒順序與史實不同，例如電視劇中十三爺胤祥先於八爺允禩和隆科多二人逝世、年妃在年羹堯被賜死後在雍正帝的注視下病逝等情節，與歷史上的順序相反。

### 原著情節
- 十六阿哥等年輕的康熙帝皇子在原著登場。
- 誠親王在原著因十三阿哥的喪禮處置不力被整肅。
- 刑部頂包是由任季安主理，八爺黨為幕後指示人(劇中為太子黨)。
- 被年羹堯殺掉的雍正派遣的大臣是劉墨林(劇中為孫嘉誠)。
- 八王議政一事雍正早已知道，并轻易瓦解了逼宫，劇中為四位鐵帽子王逼宮才知道。
- 八王議政一事中，俞鴻圖出面解釋八旗典故，劇中改為張廷玉。
- 鄔思道曾與康熙會面，而劇中則從未見面。
- 原著中方苞为康熙和雍正的重要侍从，而剧中未曾出现。
- 原著中太子、田文鏡等死去，劇中則從未提及。
- 原著中高福为胤禛府的管家，“坎儿”是为胤禛掌管文墨的书僮。剧中将两个人物合为一个，“坎儿”成了高福的小名。
- 原著中察觉并揭发科场舞弊案的副主考是杨名时，剧中则改为李绂。
- 原著中乔引娣实为雍正的私生女，雍正在不知情的情况下将其纳为嫔妃，在两人得知真相后，乔引娣自杀身亡。

## 影響
该剧原本开价3200万，最终以2600万的价格售出给中央电视台。因为存在播出的不确定性，杨伟光决定将剧集提交给中央领导审查，得到了积极反馈。1999年元旦，该剧正式播出，未删减任何内容。该剧不仅创下了收视新纪录，首轮带来了超过6000万的广告收益。

### 反响
该剧1999年1月3日在中央电视台综合频道首播时创下了央视八点档电视剧的收视纪录，播出后广受好评，拿下各项大奖。在台灣和香港播出后也获得较高评价。在业界也获得非常高的评价，除此之外对该剧也有一些批评，批评的观点包括过于美化雍正、篡改史实、丑化士人以及赞美极权主义等。

### 相关作品
台灣的中國廣播公司及香港電台均以原作者二月河的小說改編為廣播劇。
香港TVB2004年电视剧《金枝欲孽》被认为是受《雍正王朝》的影响，得到「女人版《雍正王朝》」之称呼。
日後的康熙帝國、乾隆王朝以及天下粮仓亦是受到《雍正王朝》高收視而拍攝。此外还衍生出了《李卫当官》系列电视剧，唐国强、焦晃、王绘春、王輝等人也在《李卫当官》中饰演他们曾在《雍正王朝》中扮演过的角色。

### 流行文化
中国内地互联网上有诸多基于本剧剧情的网络梗，如：
1.追比国库欠款时，田文镜传唤金陵副将马国成和顺天府原府尹隆科多时，马国成一上堂来便对田文镜大爆粗口：“田文镜，我肏你妈！”后又自扒官服亮伤疤，成为网络迷因。后来“田文镜”一詞也被用来代指“肏你妈”来规避关键字审查。
2.康熙怀疑皇太子胤礽起兵谋反后，召集众皇子来其住处见他。迟到的胤礽在门外掌掴康熙近侍张五哥，并用京剧腔唱到：“我手执钢鞭将你打，打死你这活王八！”被刚刚得知自己嫔妃与胤礽有染的康熙听到。
3.胤祥与胤禵打架和康熙怒砍胤禵的片段的网络梗。胤禵在回答康熙“不听你的，大清就要亡国咯？”时说“难说！”，以及康熙台词“朕宰了你”成为一个恶搞素材。
4.年羹尧西北大捷后回京表功，雍正命令其部将卸甲凉快，却未得到响应，于是得知年部将只听军令不知圣旨，勃然大怒又不好发作，在当晚来到年羹尧妹妹年妃的寝宫，对其撒气，不断要求她“卸甲”，年妃只好一层层脱下自己的衣服。“卸甲”一词因此在网上成为“脱下内衣”的代称。
5.廉亲王允禩、九贝勒允禟调兵谋反，被雍正镇压，雍正在朝堂上狂怒，拍案大骂允禩、允禟是“阿其那、塞思黑”，并且此后一直用阿其那、塞思黑称呼二人，成为一个迷因。
6.十贝勒允䄉身为皇子，却总把粗口“狗日的”挂在嘴边当做口头禅，极其滑稽，且允䄉的口音设定为京腔，因此总把“狗日的”连读为“狗儿的”，被网友空耳成英语单词“gold”。

## 獎項
| 颁奖典禮                          | 獎項              | 得獎者                             | 结果 |
| --------------------------------- | ----------------- | ---------------------------------- | ---- |
| 第七届精神文明建设 “五个一工程”奖 | 入选作品          | 《雍正王朝》                       |      |
| 第17屆中國電視金鷹獎              | 優秀長篇連續劇    | 《雍正王朝》                       | 獲獎 |
| 第17屆中國電視金鷹獎              | 最佳男主角        | 唐國強                             | 獲獎 |
| 第17屆中國電視金鷹獎              | 最佳男配角        | 焦晃                               | 獲獎 |
| 第17屆中國電視金鷹獎              | 優秀男配角        | 王繪春                             | 獲獎 |
| 第17屆中國電視金鷹獎              | 最佳編劇          | 劉和平、羅強烈                     | 獲獎 |
| 第17屆中國電視金鷹獎              | 最佳剪輯          | 劉淼淼                             | 獲獎 |
| 第17屆中國電視金鷹獎              | 最佳音樂          | 徐沛東                             | 獲獎 |
| 第17屆中國電視金鷹獎              | 最佳美術          | 秦多                               | 獲獎 |
| 第17屆中國電視金鷹獎              | 最佳主题曲        | 《得民心者得天下》                 | 獲獎 |
| 第19屆中國電視劇飛天獎            | 長篇電視劇 一等獎 | 《雍正王朝》                       | 獲獎 |
| 第19屆中國電視劇飛天獎            | 優秀男演員        | 焦晃                               | 獲獎 |
| 第19屆中國電視劇飛天獎            | 優秀編劇獎        | 劉和平、羅強                       | 獲獎 |
| 第19屆中國電視劇飛天獎            | 優秀美術獎        | 秦多、李道初、楊朝暉、趙欣、張愛民 | 獲獎 |
| 第19屆中國電視劇飛天獎            | 優秀音樂獎        | 徐沛東                             | 獲獎 |

## 外部連結
- 互联网电影数据库（IMDb）上《雍正王朝》的资料（英文）

## 作品的變遷
| 臺灣 八大第一台 週一至週五 20:00 - 22:00 | 臺灣 八大第一台 週一至週五 20:00 - 22:00 | 臺灣 八大第一台 週一至週五 20:00 - 22:00 |
| ---------------------------------------- | ---------------------------------------- | ---------------------------------------- |
|                                          | 雍正王朝 （2013.02.08 - 2013.03.06）     |                                          |
| 康熙帝國 （2013.01.09 - 2013.02.07）     | 乾隆王朝 （2013.03.07 - 2013.04.03）     |                                          |

| 臺灣 八大第一台 週一至週五 20:00 - 22:00 | 臺灣 八大第一台 週一至週五 20:00 - 22:00 | 臺灣 八大第一台 週一至週五 20:00 - 22:00 |
| ---------------------------------------- | ---------------------------------------- | ---------------------------------------- |
|                                          | 雍正王朝 （2014.07.29 - 2014.08.22）     |                                          |
| 神雕俠侶 （2014.07.03 - 2014.07.28）     | 乾隆王朝 （2014.08.25 - 2014.09.16）     |                                          |

| 臺灣 高點綜合台 週一至週五 20:00 - 22:00 | 臺灣 高點綜合台 週一至週五 20:00 - 22:00 | 臺灣 高點綜合台 週一至週五 20:00 - 22:00 |
| ---------------------------------------- | ---------------------------------------- | ---------------------------------------- |
|                                          | 雍正王朝 （2016.04.15 - 2016.05.11）     |                                          |
| 傾世皇妃 （2016.03.17 - 2016.04.14）     | 乾隆王朝 （2016.05.12 - 2016.06.03）     |                                          |

| 臺灣 緯來育樂台 週一至週五 20:00 - 22:00 | 臺灣 緯來育樂台 週一至週五 20:00 - 22:00 | 臺灣 緯來育樂台 週一至週五 20:00 - 22:00 |
| ---------------------------------------- | ---------------------------------------- | ---------------------------------------- |
|                                          | 雍正王朝 （2017.04.13 - 2017.05.24）     |                                          |
| 神算劉伯溫 （2017.03.09 - 2017.04.11）   | 瑯琊榜 （重播）                          |                                          |